# Polyctenium
Polyctenium là chi thực vật có hoa trong họ Cải.